# Барбара Вікс
Барбара Вікс (англ. Barbara Weeks; 4 липня 1913 — 24 червня 2003) — американська кіноакторка.

## Життєпис

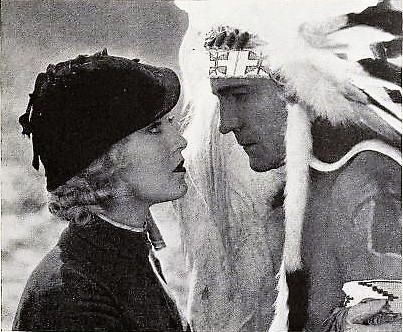

Сью Кінгслі народилася в місті Сомервілль (штат Массачусетс, США). Її батьки розлучилися відразу після народження дочки, і дівчинка, що залишилася з матір'ю — актрисою вар'єте, виросла за лаштунками музичного театру. Свою першу роботу — епізодичну роль в кордебалеті, вона отримала в 16 років у бродвейському мюзиклі «Whoopee!» (1929). Продюсером шоу виступив Флоренз Зігфелд, а продюсером кінофільму, знятого на основі постановки, — Семюел Голдвін. Успіх був забезпечений участю цілої команди популярних у той час акторів: Едді Кантора, Вірджинії Брюс, Полетт Годдар, Енн Сотерн та інших. На юну танцівницю також звернули увагу і вона за 1931 знялася майже в 10 стрічках різних студій, але в ролях другого плану.
У 1932 році Барбара Вікс стала однією з учасниць фіналу WAMPAS Baby Stars — рекламного шоу на підтримку молодих, перспективних актрис.
У 1932 році Флоренз Зігфелд помер. Його компаньйон, що не молодий уже чоловік Семюел Голдвін звернув пильну увагу на Барбару, що досягла до того часу повноліття. З її слів, він намагався домогтися з нею інтимної близькості і, отримавши відмову, «продав» її в Columbia Pictures. Всемогутній президент цієї студії Гаррі Кон також зробив спроби сексуальних домагань, бажаного не добився і відправив дівчину зніматися у вестерни категорії B, вважаючи це за покарання. Однак Барбарі Вікс це несподівано сподобалося за веселі взаємини в групі і роботу на свіжому повітрі. Крім того, вона з юності мала навички верхової їзди, і сцени на конях не становили для неї складності. У 1932 році вона знімається в кількох досить популярних «ковбойських» картинах: «Вершник на заході» (англ. Sundown Rider), «Заборонена стежка» (англ. Forbidden Trail) і «Білий орел» (англ. White Eagle) з Баком Джонсом в головній ролі. Останній з них досить докладно аналізується кінознавча джерелами, оскільки окрім традиційного динамічного сюжету він містить і соціальну проблему: любов чоловіка-індіанця Беннок (Джонс) і білої жінки (Вікс).
Протягом наступних двох років актриса знімається в 12 фільмах різних жанрів і практично на три роки зникає з екранів. У 1936 році вона знайомиться з льотчиком-випробувачем Льюїсом Паркером. Чоловік просить її залишити професію, і вона погоджується з цим на деякий час. Однак, коли він у 1937 році за наказом був відправлений для проходження служби за кордон, Барбара знялася в трьох вестернах, які стали останніми для неї в цьому жанрі: «Правосуддя одинака» (англ. One Man Justice), «Грубий шериф» (англ. Two-Fisted Sheriff) і «Стара стежка в Вайомінг» (англ. Old Wyoming Trail). У всіх з них її партнером виступав Чарльз Старретт. На наступний рік з відрядження повертається Льюїс Паркер, пара поєднується шлюбом в Юмі (штат Аризона), і актриса надовго залишає кінематограф. Трагедія наздоганяє актрису в 1945 році, коли в самому кінці війни літак Паркера, що здійснював бойовий виліт, безслідно зникає над водами Середземного моря.
Барбара Вікс переїжджає в Нью-Йорк і захоплюється моделюванням одягу. Там вона знайомиться з підприємцем Вільямом Коксом і виходить за нього заміж. У 1950 році в неї народжується єдина дитина, хлопчик — Скайлер Джон Уінг. Чоловік досить скоро залишає родину, Барбара їде в Лас-Вегас, де спочатку на скромну зарплату секретаря, а пізніше на пенсійні накопичення доживає до своєї смерті — 24 червня 2003 року.

## Фільмографія
1. 1930: Вупі! / Whoopee! — епізод

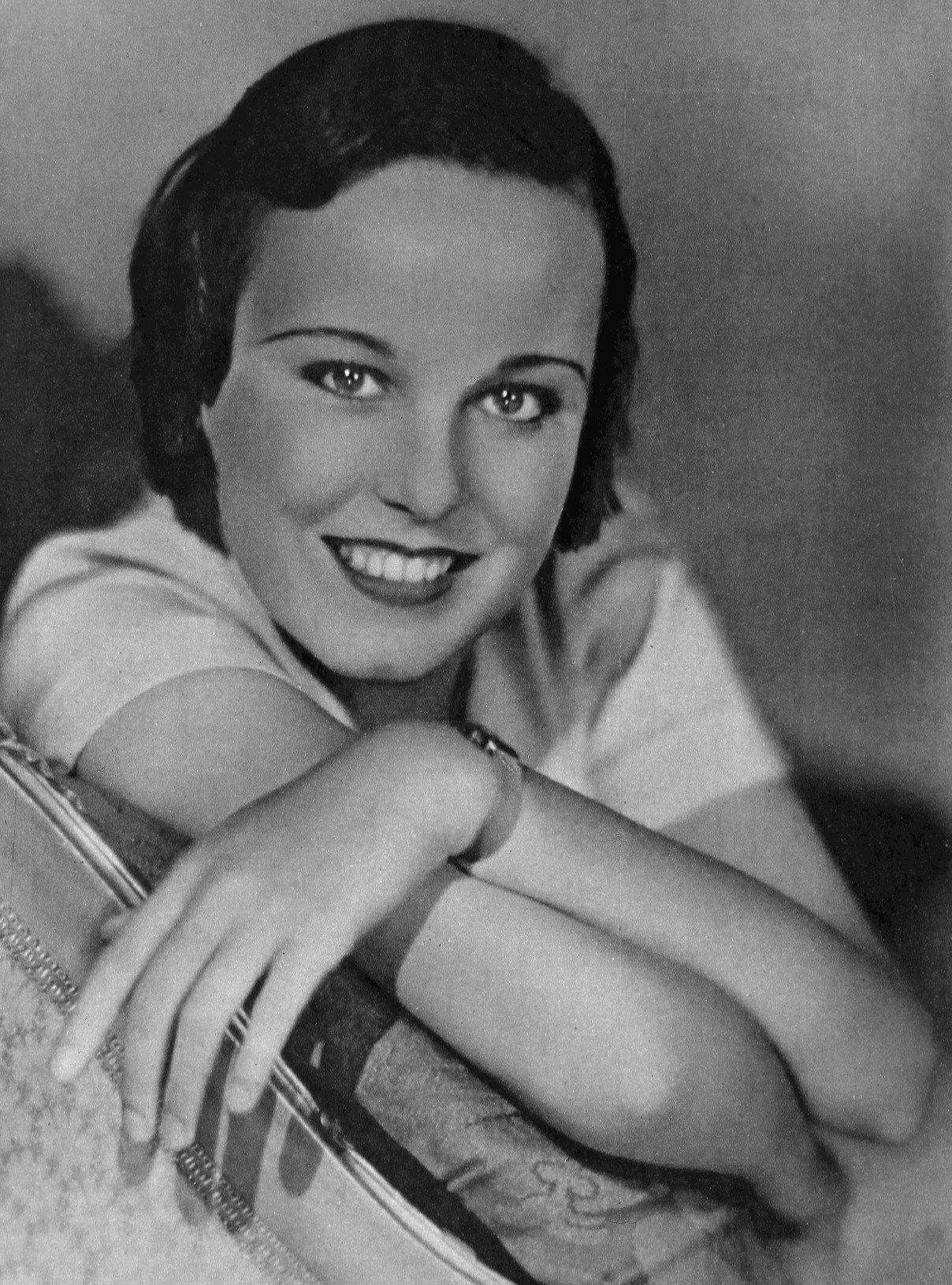

2. 1931: Квітучі дні / Palmy Days — Joan Clark
3. 1931: Чоловіки в її житті / Men in Her Life — Miss Mulholland
4. 1932: Discarded Lovers  — Valerie Christine
5. 1932: Stepping Sisters  — Norma Ramsey
6. 1932: Devil's Lottery  — Joan Mather
7. 1932: Hell's Headquarters  — Diane Cameron
8. 1932: By Whose Hand?  — Alice
9. 1932: The Night Mayor  — Nutsy
10. 1932: Білий орел / White Eagle — Janet Rand
11. 1932: Deception  — Joan Allen
12. 1932: Forbidden Trail  — Mary Middleton
13. 1932: Sundown Rider  — Molly McCall
14. 1933: Olsen's Big Moment  — Jane Van Allen
15. 1933: State Trooper  — Estelle
16. 1933: Солдати бурі / Soldiers of the Storm  — іспанська офіціантка
17. 1933: Rusty Rides Alone  — Mollie Martin
18. 1933: Моя слабкість My Weakness — Lois Crowley
19. 1934: The Quitter  — Diana Winthrop
20. 1934: The Crosby Case  — Nora
21. 1934: Школа для дівчат School for Girls — Nell Davis
22. 1934: Woman Unafraid  — Mary
23. 1934: Тепер я скажу / Now I'll Tell — Wynne
24. 1934: Вона була леді / She Was a Lady  — Moira
25. 1934: When Strangers Meet  — Elaine
26. 1937: Виберіть зірку / Pick a Star — хостес
27. 1937: Two-Fisted Sheriff — Molly Herrick
28. 1937: One Man Justice — Mary Crockett
29. 1937: The Old Wyoming Trail — Elsie Halliday
30. 1938: Dramatic School — Student
31. 1939: Paris Honeymoon — SJulieska
32. 1940: Dad Rudd, M.P. — Sybil Vane (у титрах: Barbara Weekes)
33. 1956: The Violent Years — Jane Parkins
34. 1957: Gun Girls — Teddy's Mother